# 西尼萨·高歌奇
西尼萨·高歌奇（Siniša Gogić，1963年10月20日—）出生于前南斯拉夫尼什（今属塞尔维亚)，是一名退役足球运动员和现任足球教练，拥有塞尔维亚和塞浦路斯双重国籍。

## 球员生涯
高歌奇的踢球位置是前鋒，1982年在前南斯拉夫尼斯工人队开始了他的职业生涯。1989年，他转会至塞浦路斯球队阿普尔队，赢得了他第一个职业联赛冠军，自此一直在塞浦路斯和希腊的联赛踢球。1994-1999年高歌奇代表塞浦路斯参加国际比赛出战37场进8球。1997年，高歌奇转会至希腊球队奥林匹亚科斯队，在奥林匹亚科斯效力4年，球队连续4年获得希腊联赛冠军。2002年，高歌奇39岁才退役，结束了他的职业球员生涯，职业生涯总进球214个。
高歌奇18岁就进入职业联赛，在离开前南斯拉夫前曾获得过前南联赛总成绩第三名。当时前南国内有一个规定，球员未满27周岁不允许出国踢球，因此高歌奇在1989年底他刚满27岁时才首度出国踢球，前往塞浦路斯，高歌奇在总共173场比赛打进121个进球。其中在阿诺索西斯期间，他在78场比赛中攻入60球；97赛季他加盟希腊的奥林匹亚科斯，34岁的他第一个赛季就帮助球队拿到阔别10年之久的联赛冠军，其后更连续4个赛季蝉联冠军，还包括两次双冠。第一次出战欧洲冠军联赛时他已36岁了，也是当时奥林匹亚科斯阵中著名的球星之一。

## 教练生涯
高歌奇从2002年开始担任的奥林匹亚科斯助理教练，期间他亦担任奥林匹亚科斯二队主教练。
2007年6月，高歌奇担任他曾効力的塞浦路斯球队阿普尔主教练。
2008年9月-2009年4月 高歌奇回到祖国塞尔维亚担任贝尔格莱德红星队助理教练；
2009年5月，高歌奇担任贝尔格莱德红星队代理主教练。一个月后，曾任中国国家队执行主教练的福拉多接替高歌奇担任红星队主教练。
2010年2月，高歌奇受邀到中国担任深圳红钻主教练，第一次执教亚洲俱乐部。崇尚进攻的高歌奇在接过深足帅印之后，果断地对球队进行了阵型改造，由传统的352改成强调攻守平衡的442。高歌奇率领深圳红钻经历了六轮不败(3胜3平)，却又遭遇到史无前例的六连败的不穩定成绩，最终深圳红钻惊险保级成功。同年12月深圳红钻確定不与高歌奇续约。

## 中文译名
为了图一个好意头，深圳红钻俱乐部高层将他的中文名字改称为“高歌奇”，希望他带领深足“一路高歌、创造奇迹”。